# Christoph Friedrich Neander

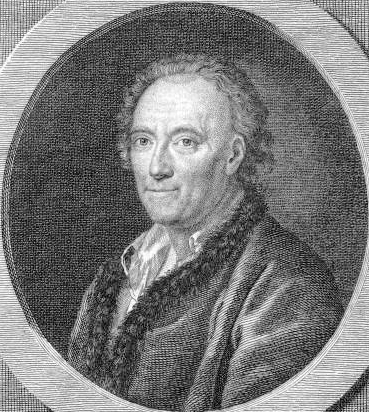
Christoph Friedrich Neander

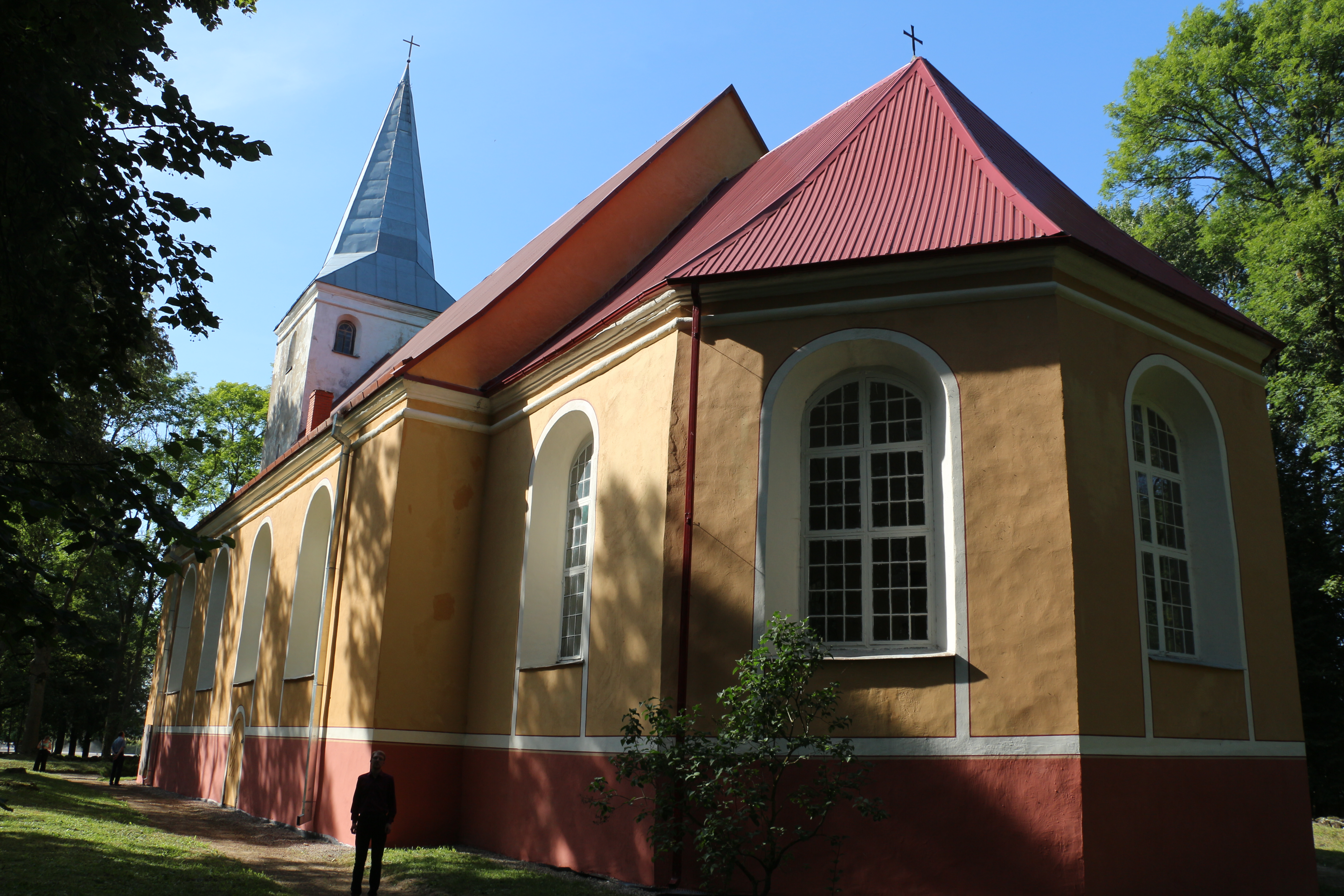
Kirche von Grenzhof (heute Augstkalne)

Christoph Friedrich Neander (* 28. Dezember 1723 in Eckau, Herzogtum Kurland und Semgallen; † 9. Juli 1802 in Grenzhof, Kreis Doblen, Gouvernement Kurland, Russisches Kaiserreich) war ein evangelischer Pfarrer und Kirchenlieddichter.

## Leben
Nach dem Studium der Evangelischen Theologie in Halle (Saale) war Neander zunächst Hauslehrer in Kurland, 1751 wurde er in Kabillen ordiniert. Seit 1756 wirkte er als Pastor in Grenzhof/Kurland und Kuckern, seit 1775 zugleich als Propst der Doblenschen Diözese und Assessor des Kurländischen Konsistoriums. Die Berufung zum kurländischen Superintendenten lehnte er 1785 ab.
Neander war Mitglied der von Samuel von Brukenthal gegründeten Freimaurerloge Zu den drei goldenen Schlüsseln in Halle. Am 13. Mai 1744 wurde er dort am selben Tag Lehrling und Geselle, am 1. Juni 1744 erfolgte die Erhebung zum Meister.

## Werk
Neanders Gedichte und Lieder sind von Christian Fürchtegott Gellert und Friedrich Gottlieb Klopstock beeinflusst. In Kurland setzte er sich, einen gemäßigten Rationalismus vertretend, für die Abschaffung der Privatbeichte ein. Er übersetzte Lieder ins Lettische, die im Mitauschen lettischen Gesangbuch Aufnahme fanden. Die von ihm 1773 herausgegebene Kirchenliedersammlung war Zeugnis für den Einfluss der Aufklärung in Kurland unter Herzog Peter. Der von Neander 1778 ausgearbeitete und 1786 gedruckte Entwurf für eine neue Kirchenordnung im Geiste der Aufklärung, die u. a. die Einrichtung einer kirchlichen Armenpflege und die Schaffung eines regelmäßigen Unterrichts für lettische Kinder vorsah, wurde allerdings nicht offiziell eingeführt.

## Schriften (Auswahl)
- Gedächtnißrede auf den weiland Hochwohlgeborenen Herrn Levin Grotthuß, 1765
- Geistliche Lieder, 1766 (1793)
- Neue Sammlung christlicher Gesänge, 1773
- Geistliche Lieder. Zwote und letzte Sammlung, 1774
- Scipio, ein Singspiel in drey Aufzügen, auf dem Hoftheater Sr. Hochfürstlichen Durchlaucht des regierenden Herzogs von Kurland aufgeführt und in die Musik gesetzt von Franz Adam Veichtner, 1778
- Dem ruhmwürdigen Andenken der selig verewigten Herzogin von Kurland Benigna Gottlieb, 1782;
- Elisens von der Recke geistliche Lieder, nebst einem Oratorium und einer Hymne von C .F. Neander, herausgegeben und komponiert von Johann Adam Hiller, 1783.
- Entwurf zur Kirchenordnung (in: Diarium des kurländischen Landtages vom 14. September 1778), 1786.
- Die erste Feyer der Himmelfahrt Jesu, ein Oratorium. Zum Kirchgange Ihro Hochfürstlichen Durchlaucht der Herzogin in Musik gesetzt von F[ranz] A[dam] Veichtner, 1787.